# Kaceřov (district de Sokolov)
Pour les articles homonymes, voir Kaceřov.
Kaceřov (en allemand : Katzengrün) est une commune du district de Sokolov, dans la région de Karlovy Vary, en République tchèque. Sa population s'élevait à 442 habitants en 2020.

## Géographie
Kaceřov se trouve à 12 km à l'ouest-sud-ouest de Sokolov, à 28 km à l'ouest-sud-ouest de Karlovy Vary et à 139 km à l’ouest de Prague.
La commune est limitée par Milhostov au nord, par Habartov et Chlum Svaté Maří à l'est, par Kynšperk nad Ohří au sud et par Nebanice à l'ouest.

## Histoire
La première mention écrite de la localité date de 1312.